# 小尤甘河
小尤甘河是俄羅斯的河流，屬於大尤甘河的右支流，由漢特-曼西自治區負責管轄，河道全長521公里，流域面積10,200平方公里，流經西西伯利亞平原，河水主要來自融雪，每年十月至翌年五月結冰。